# Bertrand Laquait
Bertrand Laquait (13 april 1977) is een Frans voetballer die dienstdoet als doelman. Hij verruilde in augustus 2014 Évian Thonon Gaillard FC voor Valenciennes.
Laquait begon z'n carrière bij AS Nancy waar hij uiteindelijk uitgroeide tot eerste keeper. In 2002 verliet hij de toenmalige Franse tweedeklasser om bij het Belgische Sporting Charleroi te gaan spelen. Bij deze club was hij in het begin reservedoelman maar vanaf het laatste kwartaal van 2002/2003 kreeg hij z'n kans. Vanaf 2003 werd hij eerste keeper. Geleidelijk aan groeide hij uit tot de sterkhouder van RSC Charleroi, mede dankzij z'n goede prestatie bewerkstelligde Charleroi enkele jaren een plek in de subtop. Hij schaarde zich op termijn bij de beste doelmannen van de Belgische competitie waardoor hij geregeld in de belangstelling kwam te staan van ploegen zoals RC Genk en Standard Luik..
In 2006 ging hij z'n geluk beproeven in Spanje, waar hij op huurbasis uitkwam voor Recreativo Huelva. Hij kon er zich niet opwerken tot vaste waarde. Na negen wedstrijden voor deze club te hebben gespeeld, keerde hij terug naar Charleroi. Tijdens zijn tweede periode bij de zebra's presteerde hij als vanouds.
Laquait vertrok in 2009 naar de Franse toenmalige derdeklasser Évian Thonon Gaillard FC. Met deze club promoveerde hij in 2010 naar de Ligue 2. Een jaar later promoveerde hij met deze club naar de Ligue 1.

## Spelersstatistieken
| seizoen | club                  | land | klasse               | wedstrijden | doelpunten |
| ------- | --------------------- | ---- | -------------------- | ----------- | ---------- |
| 1998/99 | AS Nancy              | FRA  | Ligue 1              | 5           | 0          |
| 1999/00 | AS Nancy              | FRA  | Ligue 1              | 34          | 0          |
| 2000/01 | AS Nancy              | FRA  | Ligue 2              | 38          | 0          |
| 2001/02 | AS Nancy              | FRA  | Ligue 2              | 15          | 0          |
| 2002/03 | Sporting Charleroi    | BEL  | Jupiler League       | 8           | 0          |
| 2003/04 | Sporting Charleroi    | BEL  | Jupiler League       | 32          | 1          |
| 2004/05 | Sporting Charleroi    | BEL  | Jupiler League       | 29          | 0          |
| 2005/06 | Sporting Charleroi    | BEL  | Jupiler League       | 33          | 0          |
| 2006/07 | Sporting Charleroi    | BEL  | Jupiler League       | 4           | 0          |
| 2006/07 | → Recreativo Huelva   | ESP  | Primera División     | 9           | 0          |
| 2007/08 | Sporting Charleroi    | BEL  | Jupiler League       | 34          | 0          |
| 2008/09 | Sporting Charleroi    | BEL  | Jupiler League       | 34          | 0          |
| 2009/10 | Évian Thonon Gaillard | FRA  | Championnat National | 30          | 0          |
| 2010/11 | Évian Thonon Gaillard | FRA  | Ligue 2              | 34          | 0          |
| 2011/12 | Évian Thonon Gaillard | FRA  | Ligue 1              | 7           | 0          |
| 2012/13 | Évian Thonon Gaillard | FRA  | Ligue 1              | 29          | 0          |
| 2013/14 | Évian Thonon Gaillard | FRA  | Ligue 1              | 16          | 0          |
| 2014/15 | Valenciennes          | FRA  | Ligue 2              | 16          | 0          |

Laatst bijgewerkt op 10 april 2015.